# Singer Junior
De Singer Junior is een automodel van de Britse fabrikant Singer & Co. Ltd., dat tussen 1926 en 1932 werd geproduceerd.

## Geschiedenis
In september 1926 introduceerde Singer & Co. Ltd. tijdens de International Motor Exhibition in Olympia, London de Singer Junior.
Aanvankelijk werd alleen een 4 persoon open Tourer in het blauw met zwarte spatborden gemaakt. Al snel kwamen er meerdere modellen beschikbaar waaronder een saloon, coupe en later zelfs een sport.
Met een topsnelheid van 75 km/h, een verbruik van ongeveer 15 km/l en een prijskaartje van rond de £150 werd de Junior al snel een succes. Vanaf 1927 werden er meer dan 6000 stuks per jaar geproduceerd en vanaf 1928 was de meerderheid van de door Singer geproduceerde auto's een Junior. In totaal zijn er ongeveer 40.000 stuks geproduceerd. Mede door de populariteit van dit model was Singer & Co. Ltd uitgegroeid tot de derde Britse autofabrikant achter Morris en Austin.
In 1928 werd op de Autotentoonstelling in Berlijn een door het Duitse automerk AGA onder licentie gebouwde Junior Tourer getoond. Het was een vergeefse poging AGA van de ondergang te redden. Dit model is echter nooit in productie gegaan.
In 1931 werd tijdens de International Motor Show de Junior Special Saloon geïntroduceerd, deze had een verbeterde 9 pk-motor en een nieuwe versnellingsbak met vier versnellingen. De special Saloon zou slechts een tussenmodel zijn aangezien deze vier maanden later alweer werd vervangen door de Nine. De Nine had dezelfde motor als de Junior Special maar was een sportieve tweezitter die in betrouwbaarheidsproeven uitzonderlijk goed presteerde en zelfs deelnam aan de internationale Rally van Monte Carlo. Zijn bescheiden successen in deze wedstrijden en de groeiende populariteit van de autosport in Groot-Brittannië was reden voor Singer om een sterk verbeterde sportmodel te ontwikkelen en deze in oktober 1932 te introduceren.

## Modellen
De Junior was in verschillende modellen beschikbaar. Voor al deze modellen werden hetzelfde chassis en motor gebruikt. De motoren van de sportmodellen werden speciaal afgesteld zodat deze iets sneller waren dan de andere.
- Tweepersoons Tourer
- Vierpersoons Tourer
- Saloon
- Sunshine Saloon
- Sports car / Porlock Sports
- Sportsman's Coupé

### Twee en Vier persoons Tourer
De tweepersoons Tourer was met £135 het laagst geprijsde model van de Singer Range. Het is een open model met twee deuren en geeft net genoeg ruimte voor twee personen op de voorbank, en eventueel twee personen in de kattenbak (dicky seat). Kopers konden kiezen uit drie verschillende kleuren combinaties: Twee blauw tinten, twee kastanjebruin tinten en bruin met geelbruin.
Het vierpersoonsmodel voorzien van 4 deuren, is op het aantal zitplaatsen na bijna identiek aan de tweepersoons en kostte £140. Dit was het eerste model dat Singer in 1927 van de Junior op de markt bracht. Deze eerste modellen waren alleen beschikbaar in het blauw met zwarte spatborden. Meerdere modellen en kleuren zouden al snel volgen.
Beide modellen zijn voorzien van een stoffen vouwkap.

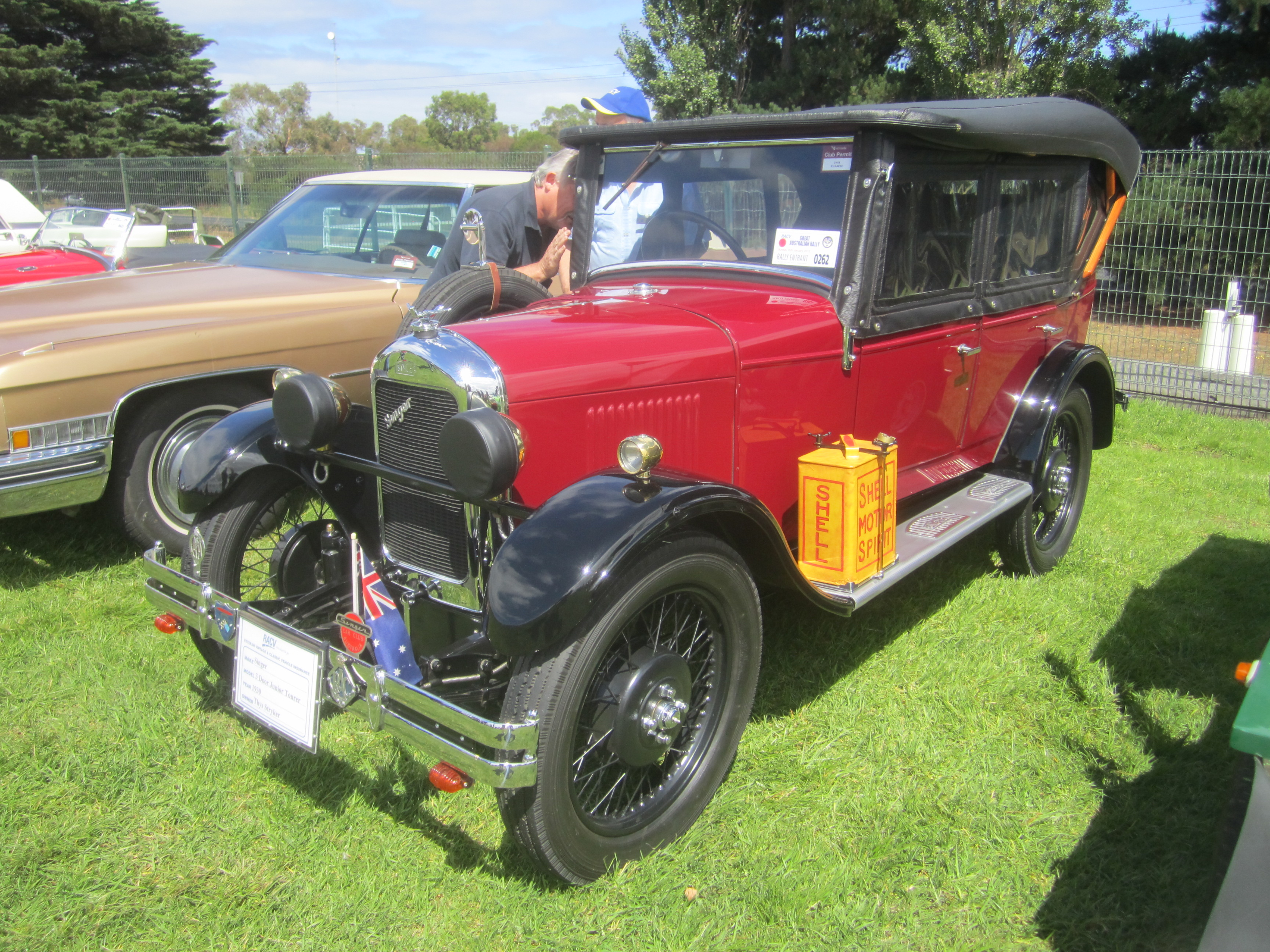
vierpersoons.
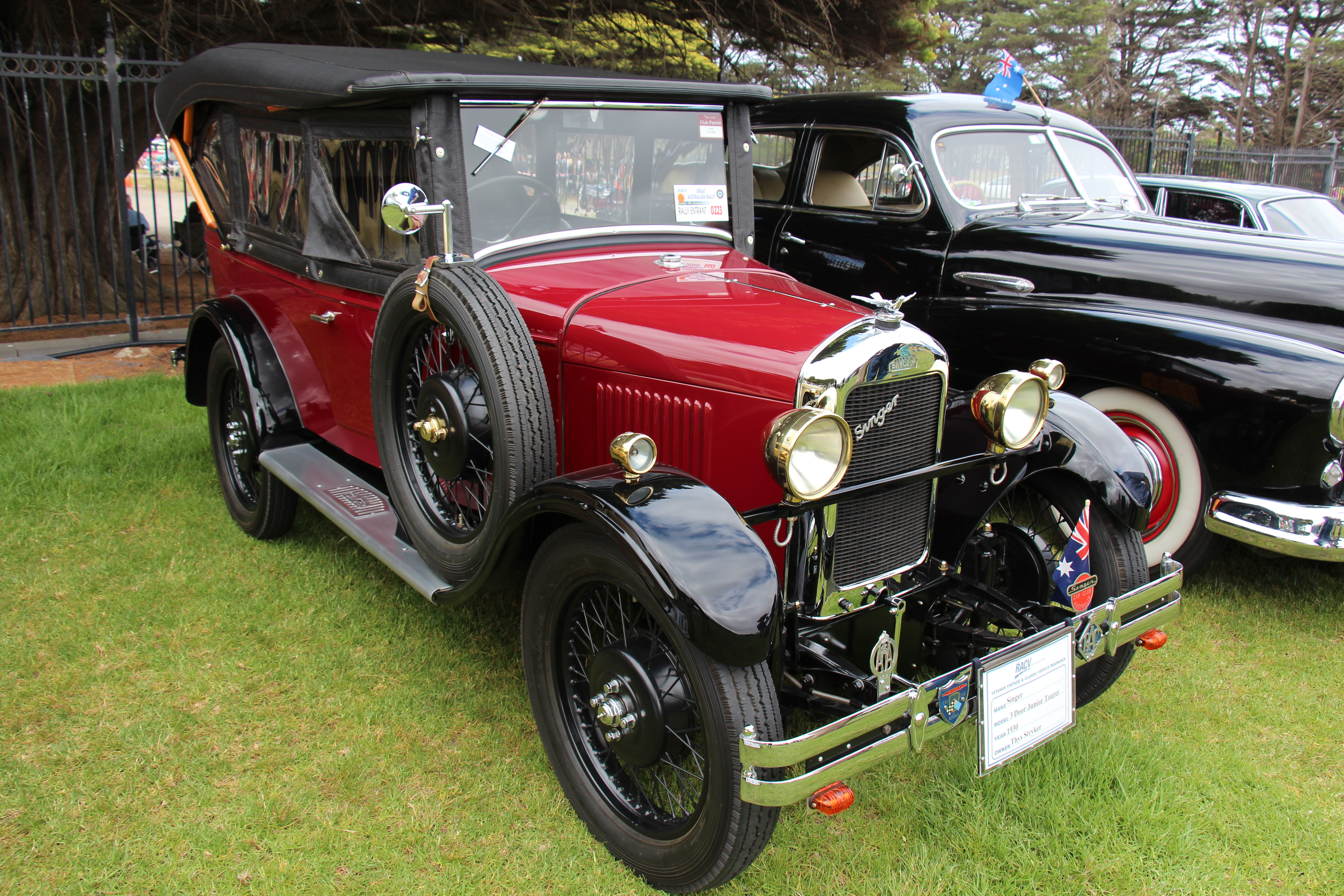
vierpersoons.
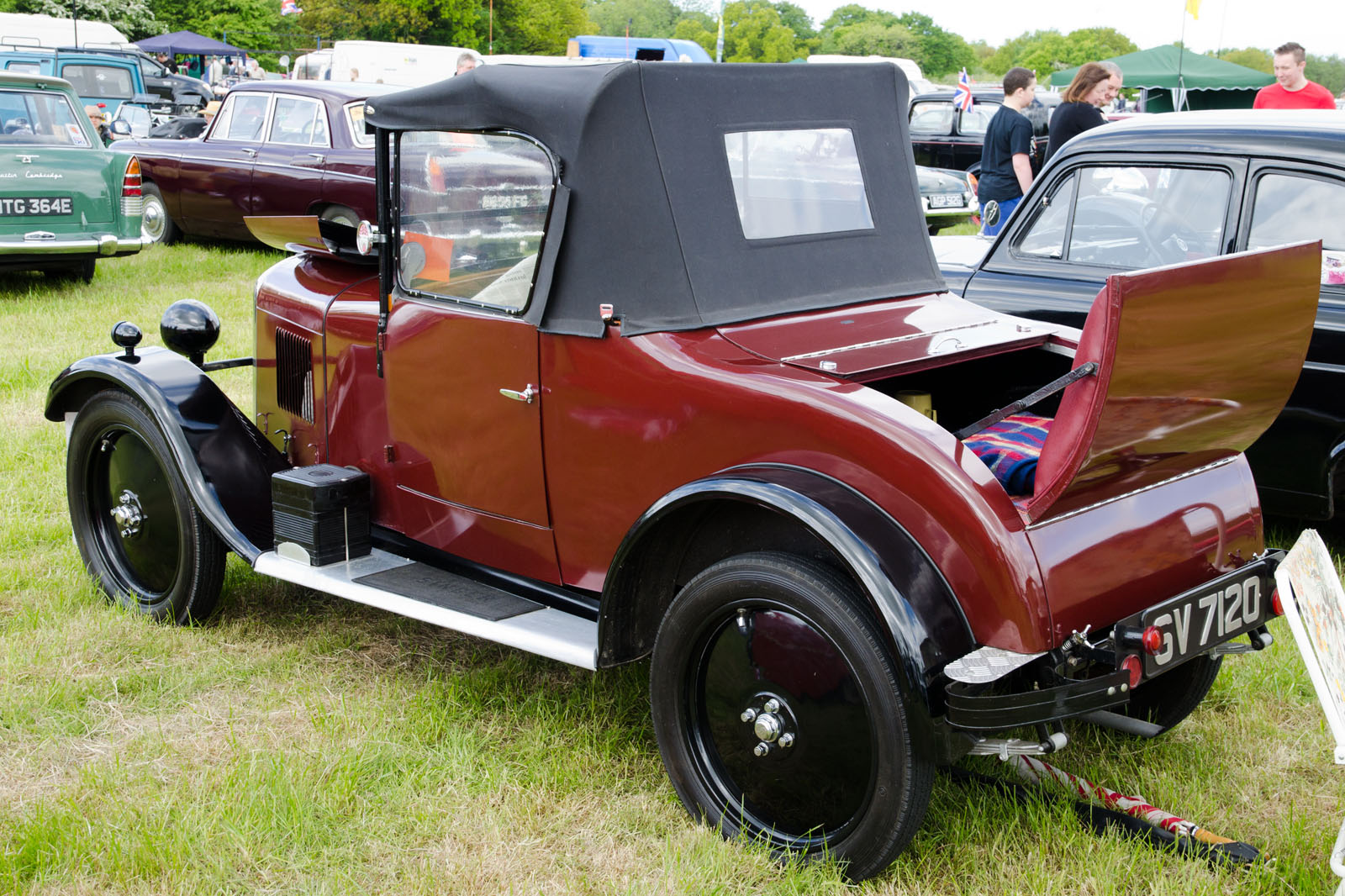
tweepersoons
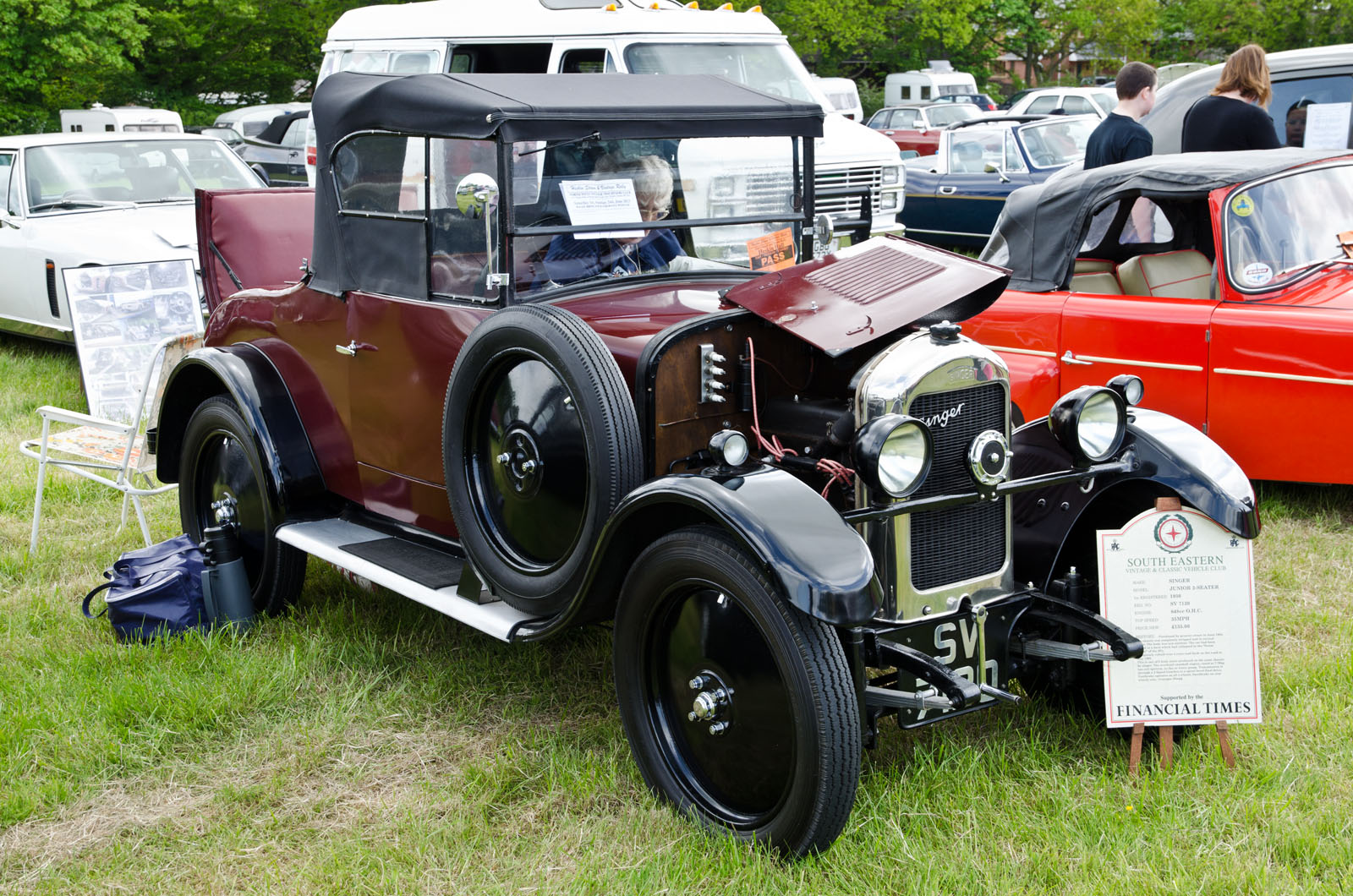
tweepersoons.

### Saloon
De Junior Salon werd verkocht voor £160. Dit gesloten model beschikt over 4 deuren, waarvan de achterdeuren tegen de rijrichting in opengaan, heeft voor twee losse stoelen en achter een bank en geeft ruimte aan vier personen. De beschikbare kleuren waren: Blauw met zwart, kastanjebruin met zwart, geelbruin met bruin. De voorruit bestaat uit twee delen en de auto werd voorzien van een automatische ruitenwisser.
De Sunshine Saloon was alleen beschikbaar in geelbruin met bruin en was voorzien van een schuifdak dat met een slinger aan de bestuurszijde kon worden geopend of gesloten. Aangezien dit ook tijdens het rijden mogelijk was werd dit model ook wel "As-U-Dryv" genoemd. Het is een zeer gebruikersvriendelijk systeem aangezien draaien aan de slinger de enige handeling is. Met £175 was dit het duurste model van de serie.

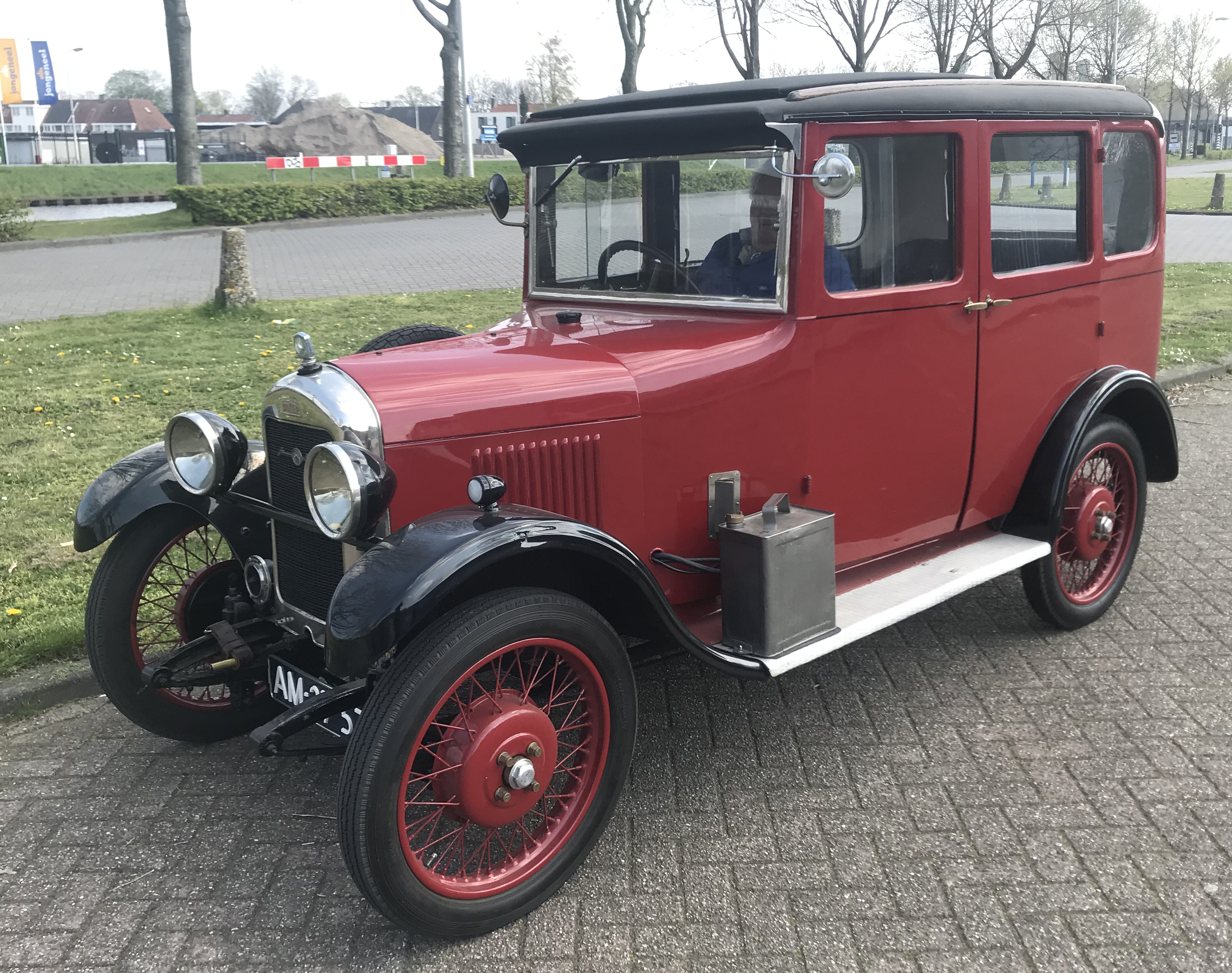
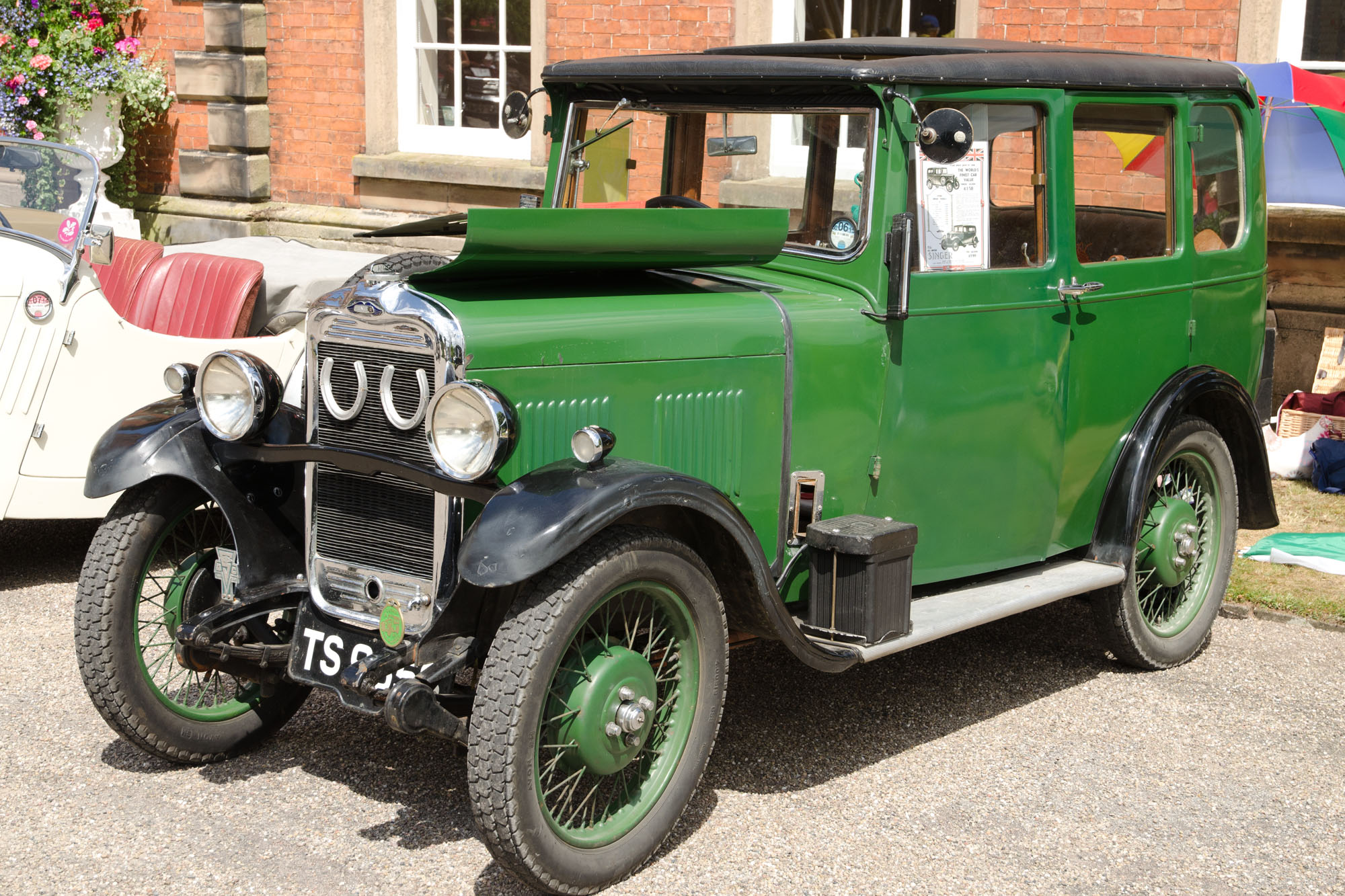
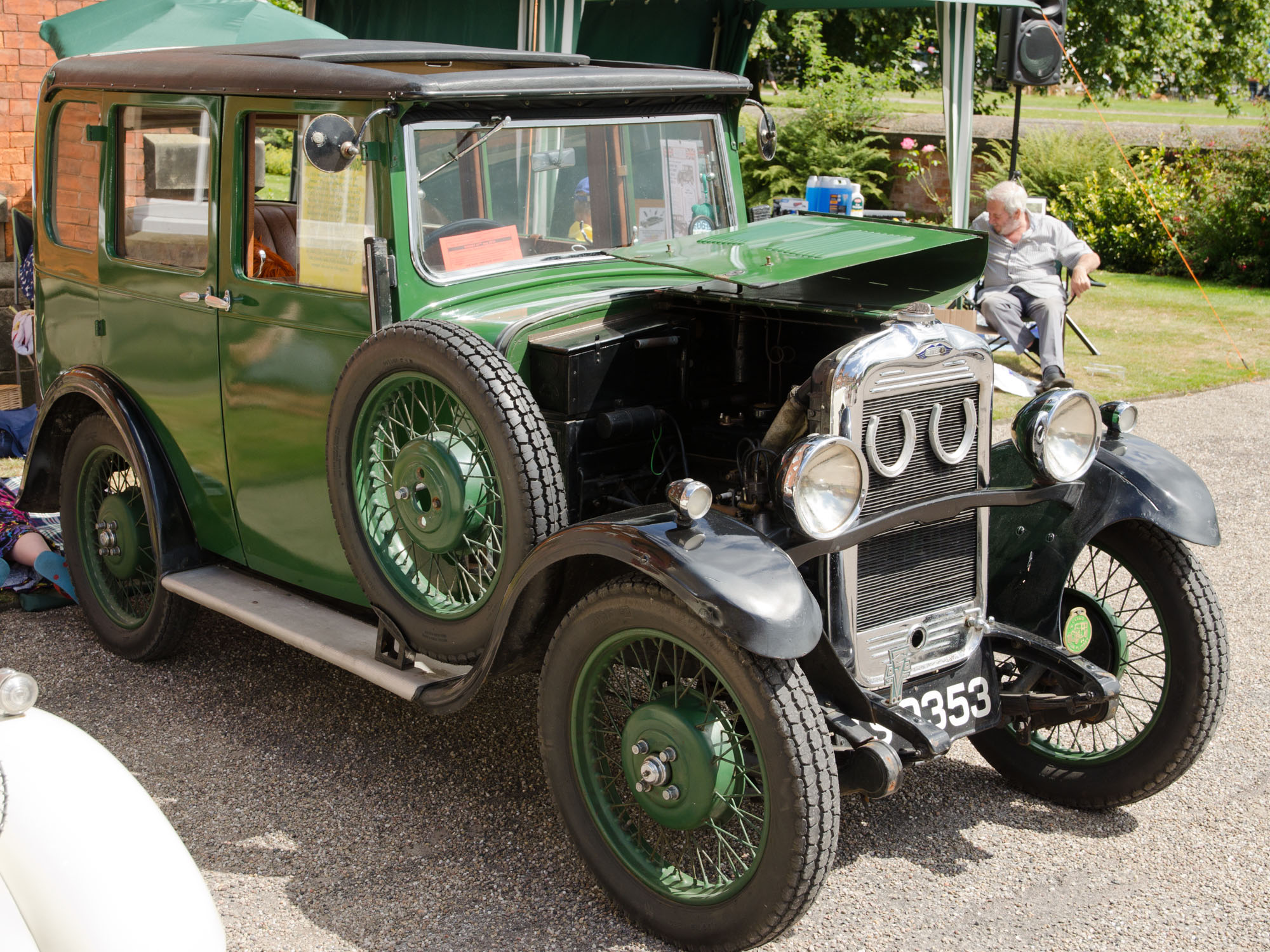
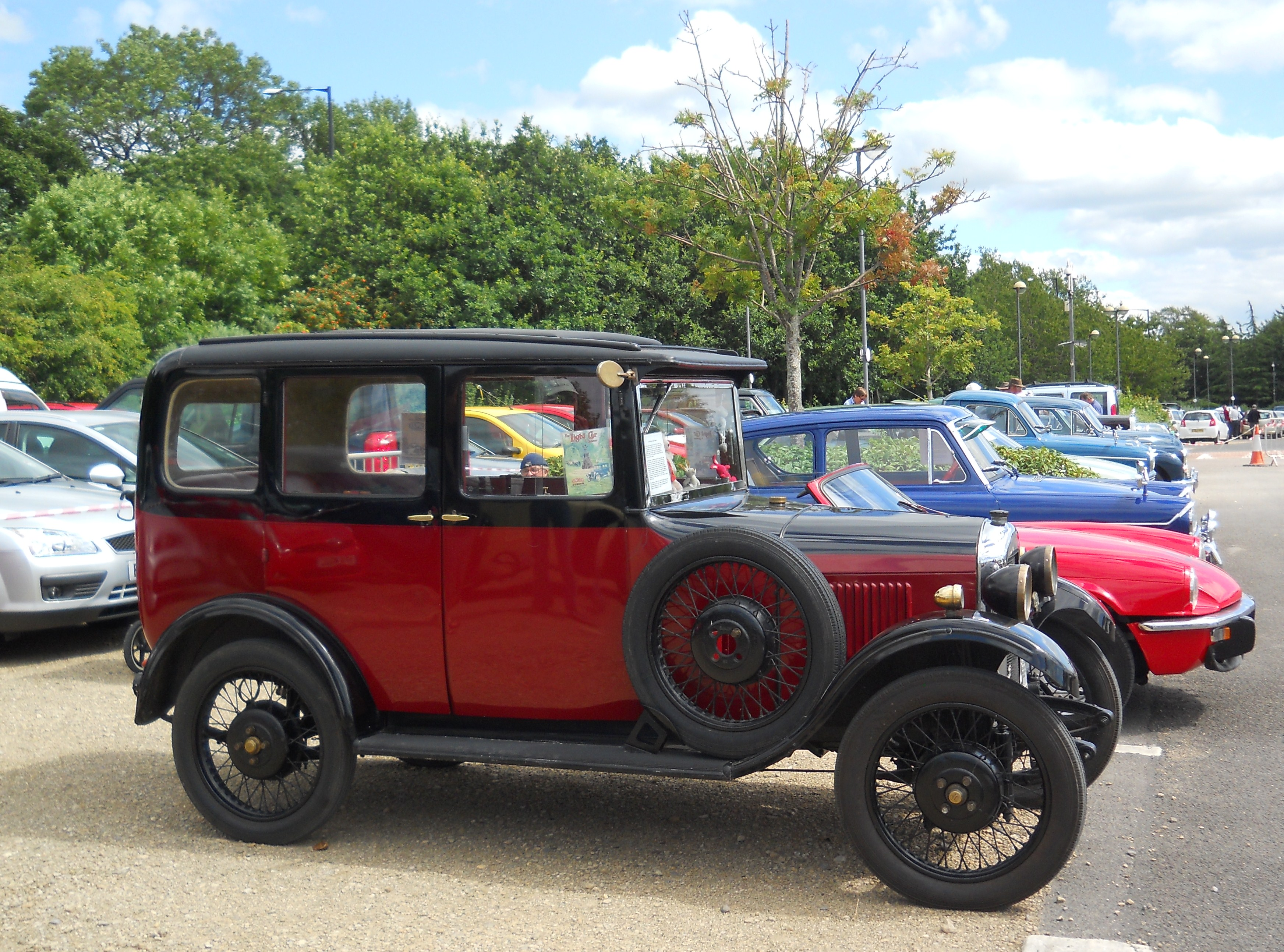
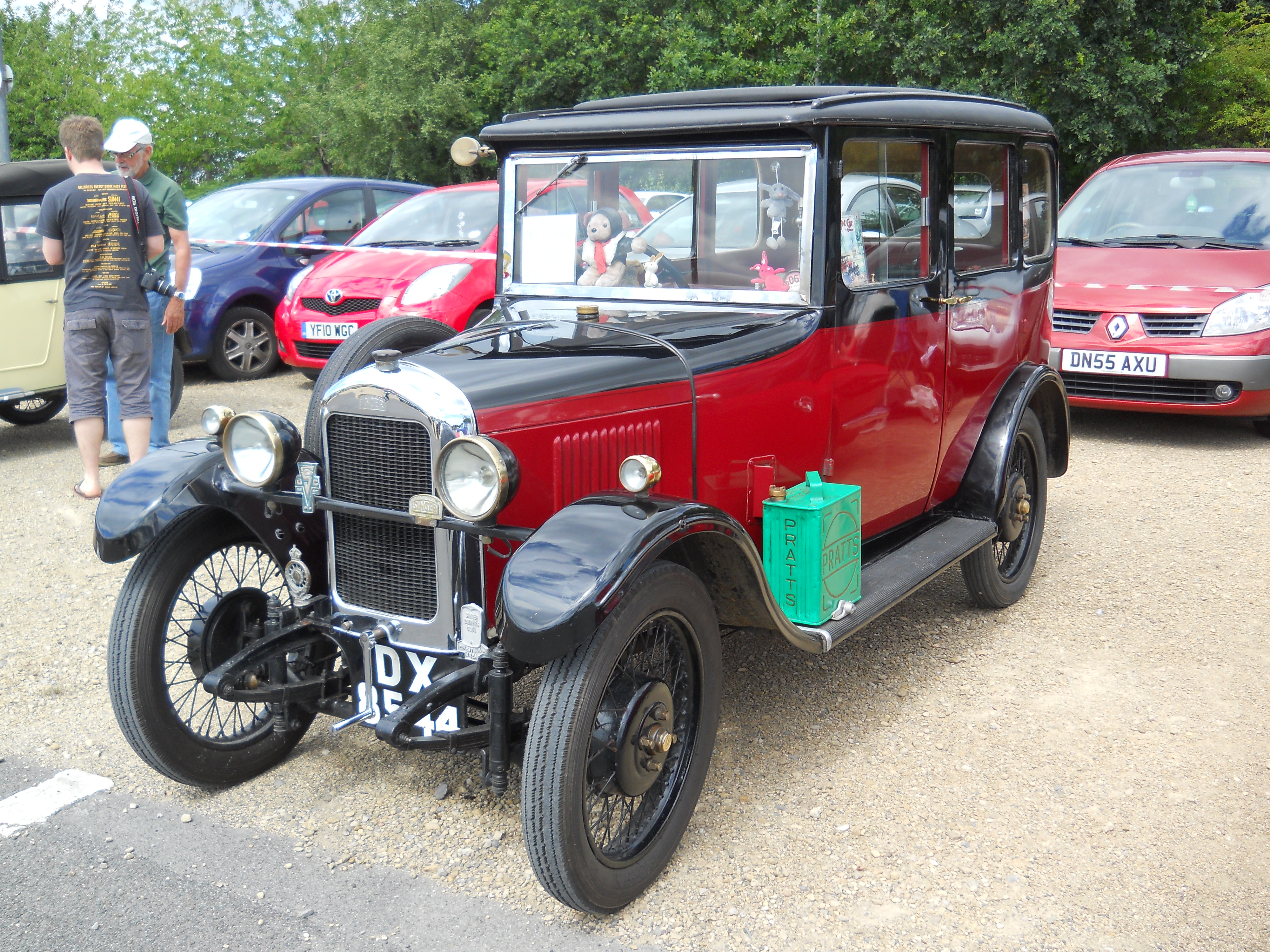

### Sports car / Porlock Sports
De Sports car werd geïntroduceerd tijdens de 1928 Olympia Show en was te koop voor £140. Het ontwerp, waarvan de achterkant gevormd is naar een boot (boat-tailed), is erg verschillend van het originele tweepersoonsmodel. De maximale snelheid ligt een stuk hoger op 97 km/u (60 mph). De voorruit bestaat uit één geheel, dit in tegenstelling tot de oudere modellen die uit twee delen bestonden. Het reservewiel wordt in de "boot" opgeborgen, deze ruimte kan ook als kattenbak (dicky seat) gebruikt worden. Standaard werd deze auto geleverd in groen met grijs.
De Porlock Sports, oorspronkelijk een sports car, heeft zijn naam te danken als erkenning aan een bijzonder record. In december 1928 heeft de auto met E.W. Deeley en E. Wood achter het stuur en onder toezicht van de Royal Automobile club in 15 uur de Porlock Hill (helling van 25%) 100 keer beklommen. De auto werd daarmee het gezicht van Singer in de jaren dertig.

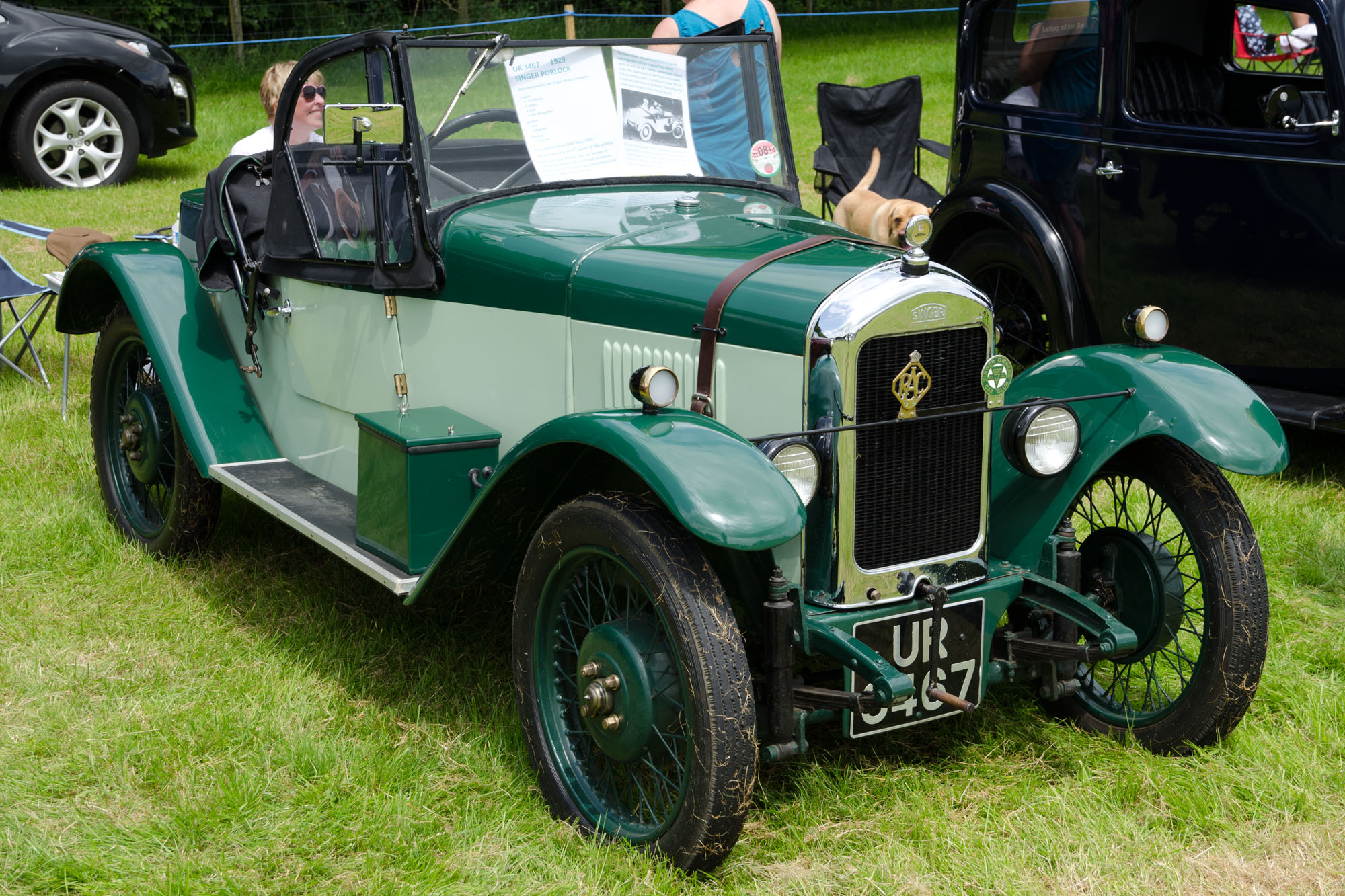
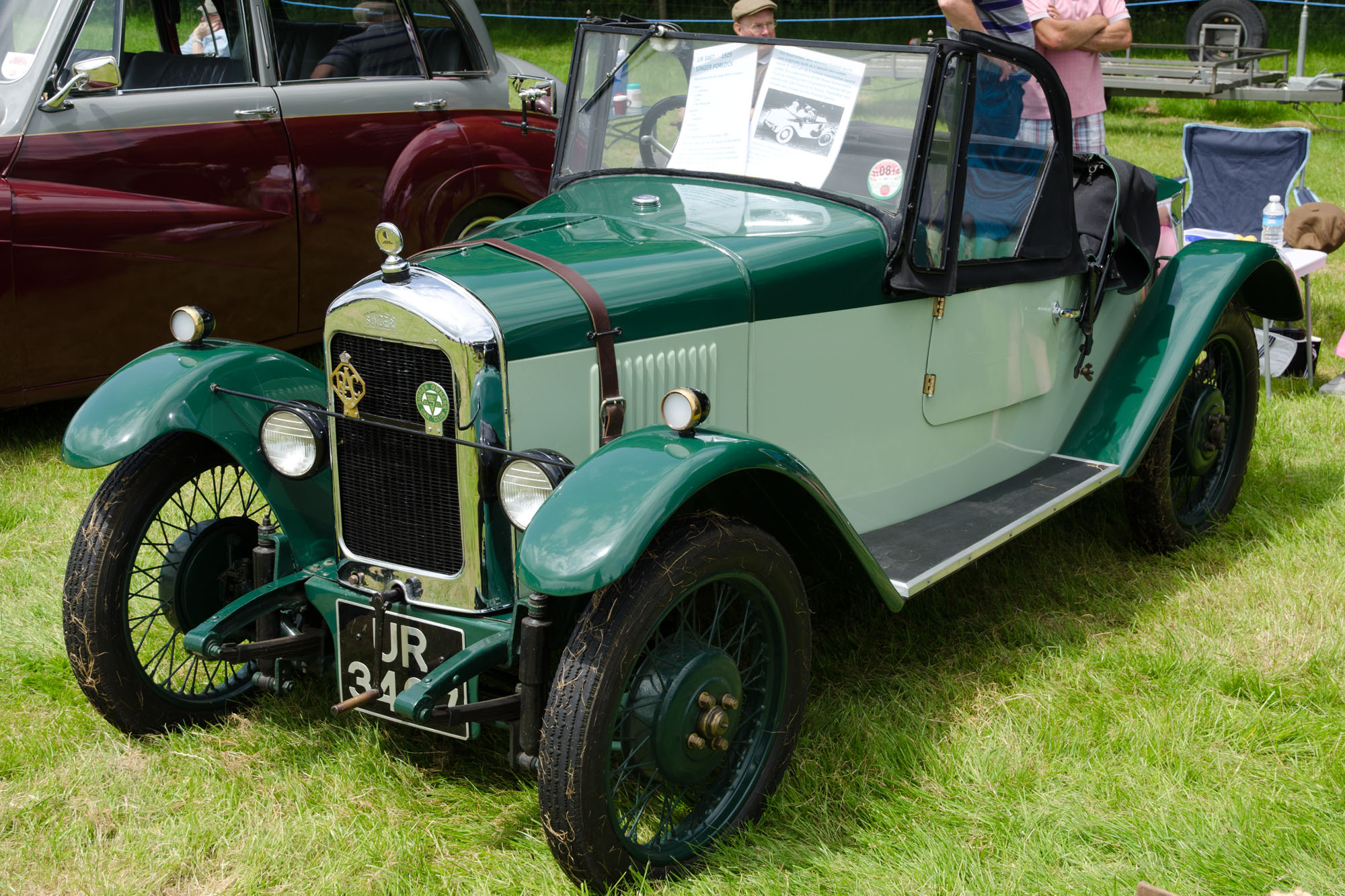

### Sportsman's Coupe
De Sportsman's Coupe werd begin 1929 geïntroduceerd en was daarmee gelijk het laatste model van de Junior. De kortere carrosserie bestaat uit zwarte stof, de auto is voorzien van spaakwielen en twee kuipstoelen. Twee brede deuren zorgen ervoor dat ook het achterste deel van de wagen toegankelijk is, soms werd deze ruimte voorzien van twee extra zitplaatsen. Het reservewiel wordt helemaal achter op de auto bevestigd, aan een kleine kofferbak. Het model was te koop voor £175.

## Techniek
De Junior was uitgerust met een drie versnellingsbak en aanvankelijk alleen remmen op de achterwielen. In 1928 werden ook de voorwielen voorzien van remmen.
In 1931 kwam een opnieuw ontworpen Junior motor op de markt. Het blok bleef vrijwel onveranderd, de dynamo en stroomverdeler werden naar de zijkant verplaatst en door een secundaire ketting aangedreven. Het carter werd verdiept zodat er 1,4 liter meer olie in past, en de olie aanzuigleiding en filter werden naar achter verplaatst zodat deze ook tijdens bergop rijden onder het oliepeil blijven. Deze motor leverde een vermogen van 9 pk. In eerste instantie werd deze motor gebruikt in de Junior Special Saloon en later ook in zijn opvolger de Nine.

### Remmen
Vanaf 1928 waren alle vier de wielen voorzien van trommelremmen, hiervoor was dit alleen beperkt tot de achterwielen. Het pedaal bedient alle vier tegelijkertijd en de handrem werkt alleen op de achterste twee.

### Banden en wielen
Standaard worden de modellen uitgerust met gesloten velgen met 27 × 4 inch banden. Op de sportmodellen waren standaard spaakwielen bevestigd, die ook voor de andere modellen als optie beschikbaar waren.

### Carburateur
De Solex-carburateur wordt door zwaartekracht voorzien van benzine uit een 18,2 l benzinetank. Deze kan met een pedaal of hendel aan het stuur bediend worden. De luchttoevoer kan via het dashboard worden geregeld (bij koude start).